# Tony Twist
Anthony Rory „Tony“ Twist (* 9. Mai 1968 in Sherwood Park, Alberta) ist ein ehemaliger kanadischer Eishockeyspieler, der im Verlauf seiner aktiven Karriere zwischen 1986 und 1999 unter anderem 463 Spiele für die St. Louis Blues und Nordiques de Québec in der National Hockey League auf der Position des linken Flügelstürmers bestritten hat. Twist verkörperte den Spielertyp des Enforcers.

## Karriere
Twist wurde in Sherwood Park in der Provinz Alberta geboren, wuchs aber in Prince George in der Provinz British Columbia auf. Mit Beginn der Saison 1986/87 ging der Stürmer für die Saskatoon Blades aus der Western Hockey League aufs Eis, nachdem er zuvor in Prince George Junioreneishockey gespielt hatte. Er blieb den Blades insgesamt zwei Spielzeiten lang treu.
Nachdem der Angreifer im NHL Entry Draft 1988 in der neunten Runde an 177. Stelle von den St. Louis Blues aus der National Hockey League ausgewählt worden war, wechselte er umgehend in den Profibereich. Bis zum Februar 1991 stand Twist hauptsächlich für St. Louis’ Farmteam, die Peoria Rivermen, in der International Hockey League auf dem Eis. Lediglich im Verlauf der Saison 1989/90 kam der Enforcer zu 28 Einsätzen für die Blues in der NHL. Erst mit dem Wechsel zu den Nordiques de Québec gemeinsam mit Herb Raglan und Andy Rymsha im Tausch für Darin Kimble im Verlauf der Spielzeit 1990/91 schaffte es Twist, sich zu etablieren. Er verbrachte dreieinhalb Spieljahre in der franko-kanadischen Metropole, ehe er im Sommer 1994 als Free Agent zu den St. Louis Blues zurückkehrte.
Dort gelang es Twist, sich über die folgenden fünf Jahre im NHL-Kader der Blues zu halten, da Cheftrainer Mike Keenan einen aggressiven Spielstil pflegte und der Angreifer somit ins taktische Konzept passte. Der Kanadier blieb schließlich bis zum Sommer 1999 bei den Blues, ehe sein Vertrag seitens des Vereins nicht verlängert wurde. Aufgrund eines schwerwiegenden Motorradunfalls im August 1999 fand der Free Agent keinen neuen Arbeitgeber und beendete daraufhin seine aktive Karriere.

## Karrierestatistik
(Legende zur Spielerstatistik: Sp oder GP = absolvierte Spiele; T oder G = erzielte Tore; V oder A = erzielte Assists; Pkt oder Pts = erzielte Scorerpunkte; SM oder PIM = erhaltene Strafminuten; +/− = Plus/Minus-Bilanz; PP = erzielte Überzahltore; SH = erzielte Unterzahltore; GW = erzielte Siegtore; 1 Play-downs/Relegation; Kursiv: Statistik nicht vollständig)